# Seigo Narazaki
Seigo Narazaki (Japonês: 楢崎正剛, Narazuki Seigou; Kashiba, 15 de Abril de 1976) é um ex-futebolista profissional japonês, que atuava como goleiro.

## Carreira
Narazaki integrou a Seleção Japonesa de Futebol na Copa América de 1999.

## Títulos
Japão
- Copa da Ásia: 2004

Yokohama Flügels
- Copa do Imperador: 1998

Nagoya Grampus'
- J. League: 2010
- Copa do Imperador: 1999
- Supercopa do Japão: 2011

Individual
- J. League MVP: 2010
- J. League Best Eleven: 1996, 1998, 2003, 2008, 2010, 2011